# Jacobsturm (Arnstadt)

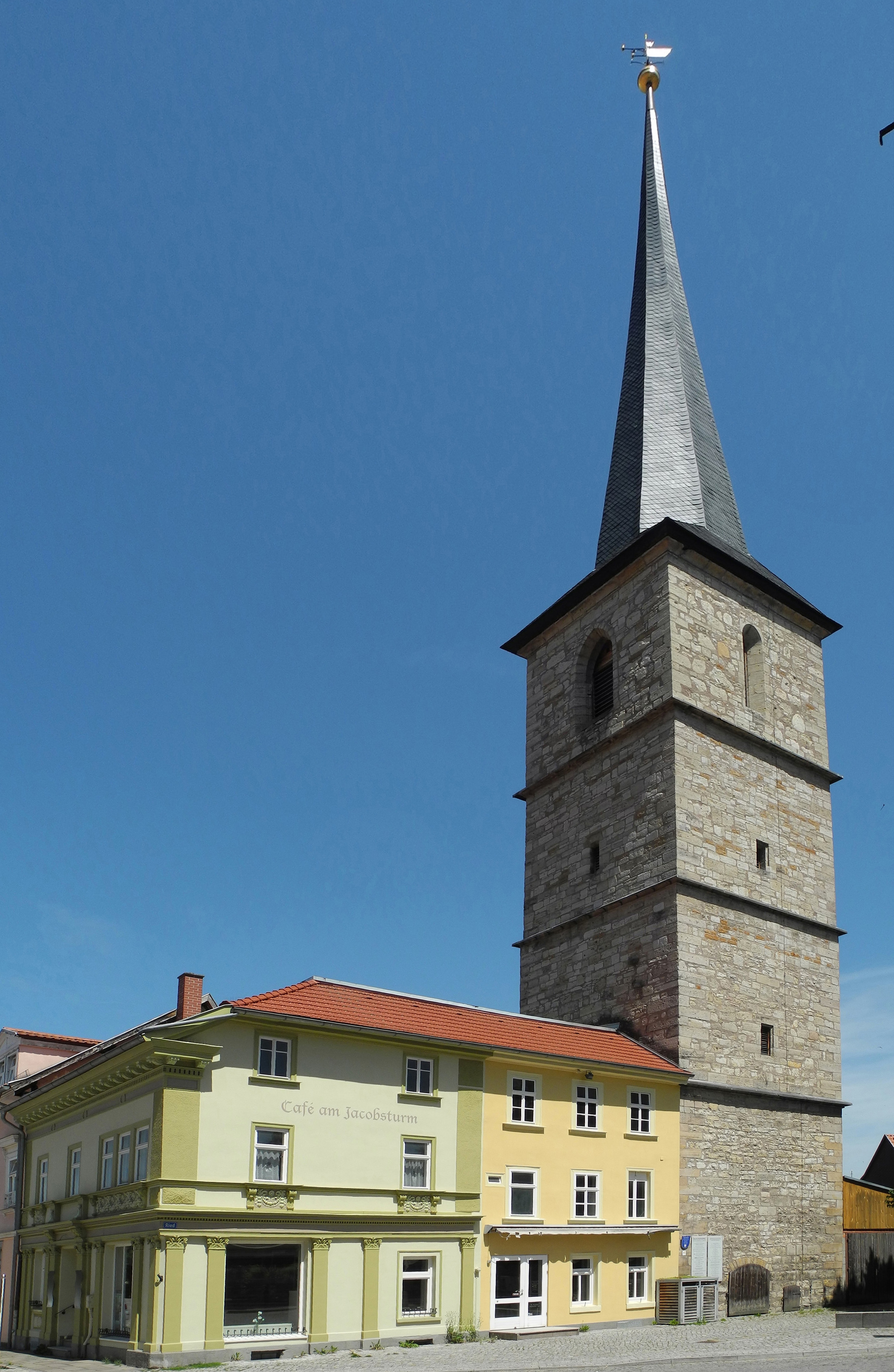
Jakobsturm Arnstadt (2017)

Der Jacobsturm (auch Jakobsturm und Jacobskirchturm) ist ein ehemaliger Kirchturm in Arnstadt in Thüringen. Zusammen mit dem Riedtor bildet er ein Wahrzeichen Arnstadts und steht auf der Liste der Kulturdenkmale in Arnstadt.

## Geschichte
Die Jakobskirche am Riedplatz lässt sich erstmals im Jahr 1369 nachweisen. Vermutlich handelte es sich um eine Pilgerkirche am Jakobsweg.
Nach der Reformation wurde sie nicht mehr für Gottesdienste genutzt, ihr Turm aber im Jahr 1633 restauriert. Das Kirchenschiff wurde im Jahr 1667 abgebrochen, so dass nur noch der Glockenturm erhalten blieb. Dieser war im Jahr 1484 errichtet worden und befand sich an der Südseite der Kirche. Seine Höhe wurde 1777 etwas reduziert, indem man den Spitzhelm veränderte. Die Steine vom Abbruch des Schiffs in der Mitte des 17. Jahrhunderts wurden für den Wiederaufbau der 1581 abgebrannten Bonifatiuskirche (heute Bachkirche) verwendet. Bei Kanalisationsarbeiten auf dem Ried wurde am 17. Mai 1910 ein Massengrab gefunden, das mutmaßlich zum Friedhof der Kirche gehörte.
Die Kirche war 35 Meter lang und 18 Meter breit. An ihrer Stelle befand sich bis 1824 ein Brauhaus. Der Turm besaß drei Glocken mit den Namen Susanna, Anna und Margarete, die 1483 geweiht wurden. Das Baudenkmal wurde auch in den Jahren 1759 und 1830 restauriert. Im Jahr 1908 verpflichtete sich die Stadt zur Übernahme des Turms mit der Gegenleistung der Neudeckung mit Schiefer und der Erneuerung des Holzwerkes durch den bisherigen Eigentümer. Eine weitere Restaurierung erfolgte in den Jahren 1991 und 1992. In den Jahren von 1996 bis 1997 wurde ein neues Glockenspiel mit insgesamt 26 Glocken installiert.